# Chancy
Chancy (toponimo francese) è un comune svizzero di 1 691 abitanti del Canton Ginevra.

## Geografia fisica
Chancy è il comune più occidentale della Svizzera.

## Monumenti e luoghi d'interesse

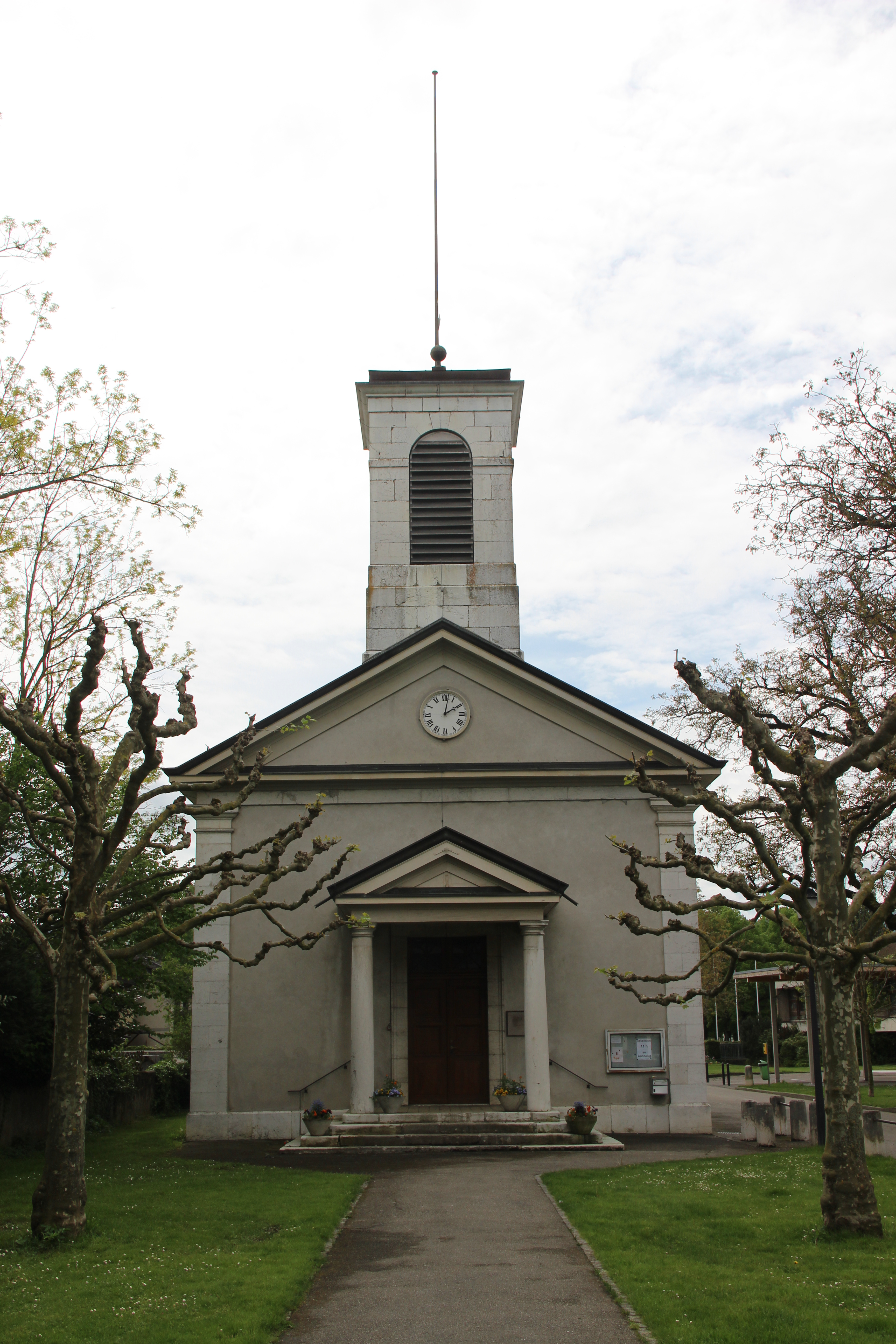
La chiesa riformata

- Chiesa riformata, eretta nel 1840-1842[1].

## Società

### Evoluzione demografica
L'evoluzione demografica è riportata nella seguente tabella:
Abitanti censiti

## Infrastrutture e trasporti

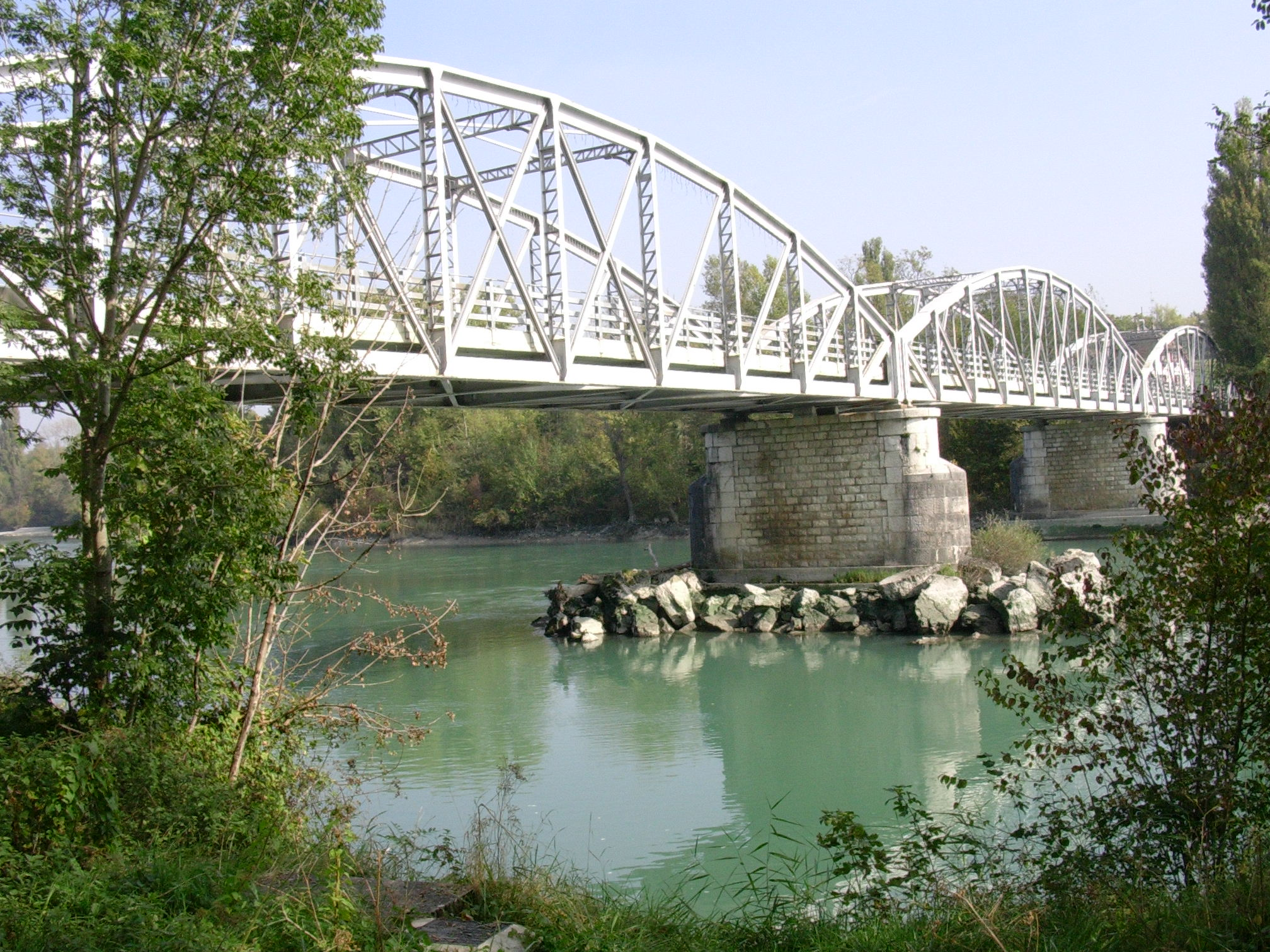
Il ponte di Chancy

Il ponte di Chancy, pedonale e veicolare, fu costruito sul fiume Rodano nel 1874 e ricostruito nel 1906-1907; collega Chancy con Pougny, in Francia.
Chancy è servito dall'omonima stazione sulla ferrovia Lione-Ginevra.

## Amministrazione
Ogni famiglia originaria del luogo fa parte del comune patriziale che ha la responsabilità della manutenzione di ogni bene comune.